# Arame
Arame là một đô thị thuộc bang Maranhão, Brasil. Đô thị này có diện tích 3044,801 km², dân số năm 2007 là 27042 người, mật độ 8,88 người/km².